# Freguesia do Ó (barrio de São Paulo)
Freguesia do Ó es un antiguo barrio de la zona noroeste de la ciudad de São Paulo, Brasil. Administrativamente se encuentra en el distrito homónimo y pertenece a la subprefectura de Freguesia do Ó/Brasilândia. 
En 1610, Manuel Preto solicitó autorización para construir una capilla en honor de Nuestra Señora de la O, la misma que dio nombre al lugar. Siglo y medio después, en 1796, se inauguró una nueva iglesia donde hoy se ubica el Largo da Matriz Velha y se convirtió en parroquia. El núcleo central del barrio son un conjunto de edificios históricos, culturales y ambientales de la ciudad. Además de ello, constituye el primer núcleo de población en la margen derecha del río Tieté.

### Turismo
El Núcleo Originario de Freguesia do Ó es un conjunto de domicilios en la ciudad brasileña de São Paulo. Forman parte de las plazas del barrio: Largo da Matriz Nossa Senhora do Ó y Largo da Matriz Velha. Dichos lugares son patrimonio histórico, cultural y ambiental de la ciudad de São Paulo debido al valor histórico del paisaje urbano de São Paulo desde el siglo XIX y al "valor arquitectónico y ambiental de varios edificios ubicados alrededor de las dos plazas". Además, fue el primer asentamiento en la margen derecha del río Tietê, en el siglo XVI, en el contexto Bandeirante.